# Parafia św. Wojciecha w Zabrzu
Parafia Świętego Wojciecha w Zabrzu – parafia metropolii katowickiej, diecezji gliwickiej, dekanatu Zabrze-Mikulczyce Kościoła katolickiego obrządku łacińskiego. Powstała w 1998 roku.